# Arrondissement giudiziari del Belgio
Il Belgio è diviso in dodici arrondissement giudiziari, ognuno sede di: un pubblico ministero e suoi sostituti, un tribunale di primo grado (che include il tribunale dei minori), un tribunale delle imprese, un tribunale del lavoro e un tribunale d'arrondissement. Ciascun arrondissement giudiziario è suddiviso in cantoni giudiziari, per un totale di 187, in ciascuno dei quali è presente un giudice di pace.
Dal 1869 al 2014, il Belgio ha avuto ventisette arrondissement giudiziari. La complessità legata ai problemi linguistici di alcuni arrondissement giudiziari, in particolare quella causata dal bilinguismo di Bruxelles che comprendeva da un lato la comunità fiamminga degli arrondissement amministrativi di Hal-Vilvorde e Louvain e dall'altro la comunità francese di Nivelles, o quella di Eupen della comunità di lingua tedesca, ha dato luogo a una prima riforma entrata in vigore il 19 luglio 2012, volta a dividere l'arrondissement di Hal-Vilvoorde da Bruxelles. Su questa linea d'azione, e per ragioni di bilancio, nell'aprile 2014 è entrata in vigore una seconda riforma per adeguare gli arrondissement giudiziari affinché rappresentino al meglio le comunità linguistiche, riducendone il numero a dodici.

## Storia
Dopo l'indipendenza del Belgio nel 1830, l'ordinamento giuridico belga (Corte di Cassazione, Corti d'Appello, Corti d'Assise, Tribunali di primo grado, ecc.) è stato modellato sull'ordinamento giuridico francese, ereditato dalla Rivoluzione e mantenuto anche dopo l'annessione dei Paesi Bassi austriaci nel 1795. Questa struttura, che subirà solo modeste modifiche con la legge sull'organizzazione della magistratura del 1869 e l'introduzione del Codice giudiziario nel 1967, porterà alla costituzione di ventisette arrondissement giudiziari divisi in cinque zone giudiziarie.
Nei primi anni ottanta del XX secolo, la necessità di riformare il sistema giudiziario si fece sempre più pressante. Gli attacchi armati e gli omicidi perpetrati tra il 1982 e il 1985 dai killer del Brabante, seguiti dal caso Dutroux tra il 1993 e il 1996, portarono alla luce le disfunzioni della giustizia e le rivalità tra forze di polizia che sfociarono nella loro riforma (l'accordo "Octopus") nel 2001. Altri problemi rimasero però irrisolti.
Fin dalla sua costituzione, l'arrondissement giudiziario bilingue franco-olandese di Bruxelles era esteso sui territori di due arrondissement amministrativi: quello di Bruxelles-Capitale (situato nella regione di Bruxelles-Capitale) e l'arrondissement di Halle-Vilvoorde (situato nella provincia del Brabante Fiammingo). Si trattava quindi di un'eccezione, poiché si estendeva su due arrondissement amministrativi di regioni diverse. Il 19 luglio 2012, una riforma dell'arrondissement  giudiziario di Bruxelles, volta a risolvere questo problema, portò alla divisione dei tribunali secondo le rispettive lingue. Anche la procura venne divisa tra la regione bilingue di Bruxelles-Capitale e la regione di lingua olandese di Hal-Vilvoorde.
Il 17 aprile 2012 il Consiglio dei Ministri approvò la nuova mappa proposta dal Ministro della Giustizia Annemie Turtelboom (Liberali e Democratici Fiamminghi|VLD), ma elaborata nel 2009 da Stefaan De Clerck (CD&V), in vista di una futura riforma degli arrondissement giudiziari. Il loro numero fu ridotto da ventisette a dodici e con limiti territoriali coincidenti con la regione di Bruxelles-Capitale e con i confini delle dieci province, ad eccezione della provincia di Liegi, che avrebbe compreso un arrondissement di lingua tedesca corrispondente all'allora arrondissement giudiziario di Eupen.
La legge sulla riforma dei arrondissement giudiziari è stata votata il 1º dicembre 2013 ed entrò in vigore il 1º aprile 2014. Sono stati confermati dodici arrondissement giudiziari, otto dei quali coincidenti con i confini provinciali, ma con alcune eccezioni dovute a conflitti linguistici. L'arrondissement giudiziario di Bruxelles è stato mantenuto sulla base della riforma del 2012 e l'arrondissement giudiziario di Eupen è rimasto distinto, rappresentando la comunità di lingua tedesca. Le sedi dei tribunali sono state mantenute per preservare la giustizia locale e il nuovo arrondissement giudiziario dell'Hainaut, in considerazione delle dimensioni eccessive, ha mantenuto due pubblici ministeri, uno a Mons e uno a Charleroi.

## Composizione delle zone giudiziarie
Il Belgio è diviso in cinque zone giudiziarie, chiamate anche giurisdizioni, ciascuna composta da una corte d'appello competente per ogni arrondissement giudiziario. La giurisdizione di Mons è l'unica ad avere due pubblici ministeri a causa delle sue dimensioni.

### Dal 1869 al 2014

I 27 arrondissement giudiziari del Belgio fino al 1º aprile 2014

I 27 arrondissement giudiziari erano ripartiti in 5 zone:
Anversa, la cui giurisdizione si estendeva sulle province di Anversa e Limburgo:
- Anversa
- Hasselt
- Mechelen
- Tongeren
- Turnhout

Bruxelles, la cui giurisdizione si estendeva sulle province del Brabante fiammingo, del Brabante vallone e della regione di Bruxelles-Capitale:
- Bruxelles
- Lovanio
- Nivelles

Gand, la cui giurisdizione si estendeva sulle province delle Fiandre occidentali e delle Fiandre orientali:
- Oudenaarde
- Bruges
- Kortrijk
- Veurne
- Gand
- Dendermonde
- Ypres

Liegi, la cui giurisdizione si estendeva sulle province di Liegi, Lussemburgo e Namur:
- Arlon
- Dinant
- Eupen
- Huy
- sughero
- Marche-en-Famenne
- Namur
- Neufchâteau
- Verviers

Mons, la cui giurisdizione corrispondeva alla provincia dell'Hainaut:
- Charleroi
- Mons
- Tournai

### Dal 1º aprile 2014

I dodici arrondissement giudiziari del Belgio dalla riforma del 2014.

I dodici arrondissement giudiziari sono suddivisi in cinque zone (corrispondenti alla giurisdizione di una Corte d'appello) come di seguito elencate:
- Anversa, la cui giurisdizione si estende sulle province di Anversa e Limburgo:
  - Arrondissement giudiziario di Anversa;
  - Arrondissement giudiziario di Limburgo.
- Bruxelles, la cui giurisdizione si estende sulle province del Brabante Fiammingo, del Brabante vallone e della regione di Bruxelles-Capitale:
  - Arrondissement giudiziario di Leuven;
  - Arrondissement giudiziario del Brabante Vallone;
  - Arrondissement giudiziario di Bruxelles (Bruxelles, Hal-Vilvorde).
- Gand, la cui giurisdizione si estende sulle province delle Fiandre Occidentali e delle Fiandre Orientali:
  - Arrondissement giudiziario delle Fiandre occidentali;
  - Arrondissement giudiziario delle Fiandre orientali.
- Liegi, la cui giurisdizione si estende sulle province di Liegi, Lussemburgo e Namur:
  - Arrondissement giudiziario di Eupen;
  - Arrondissement giudiziario di Liegi;
  - Arrondissement giudiziario di Namur;
  - Arrondissement giudiziario del Lussemburgo.
- Mons, la cui giurisdizione corrisponde alla provincia dell'Hainaut:
  - Arrondissement giudiziario dell'Hainaut.